# Elroy Kuylen
Elroy Edwin Kuylen Jr. (ur. 6 czerwca 1983 w Belmopan) – belizeński piłkarz występujący na pozycji pomocnika, obecnie zawodnik honduraskiego Platense.

## Kariera klubowa
Kuylen rozpoczynał karierę piłkarską w zespole Suga Boys Juventus z siedzibą w mieście Orange Walk. Po roku występów w tym klubie przeszedł do Dangriga Jaguars United, a w późniejszym czasie reprezentował barwy Sagitun Independence, New Site Erei i Revolutionary Conquerors, jednak bez większych sukcesów. W sezonie 2008/2009, jako zawodnik Ilagulei FC, wywalczył tytuł mistrza Belize. Latem 2009 podpisał umowę z honduraską drużyną CD Platense z miasta Puerto Cortés, gdzie szybko został podstawowym graczem i regularnie wybiegał na ligowe boiska.

## Kariera reprezentacyjna
W seniorskiej reprezentacji Belize Kuylen zadebiutował w 2009 roku. Premierowego gola w kadrze narodowej strzelił 9 października 2010 w przegranym 2:4 meczu towarzyskim z Gwatemalą. Wziął udział w eliminacjach do Mistrzostw Świata 2014, podczas których wpisał się na listę strzelców w wygranym 5:2 meczu z Montserratem, jednak Belizeńczycy nie zdołali się zakwalifikować na mundial.